# FK Mornar
FK Mornar este un club de fotbal din Bar, Muntenegru.